# シグモダール
シグモダール(Sigmodal)は、バルビツール酸誘導体である。精神安定剤、睡眠薬、抗てんかん薬としての効果があり、1950年代に外科麻酔として用いられた。1960年代にも薬品の混合物としてしばしば現れた。
チオペンタール等のよく知られたバルビツール酸系と比較して広まらず、現在はより安全性の高い代替薬に取って代わられている。